# Castillo cuadrangular

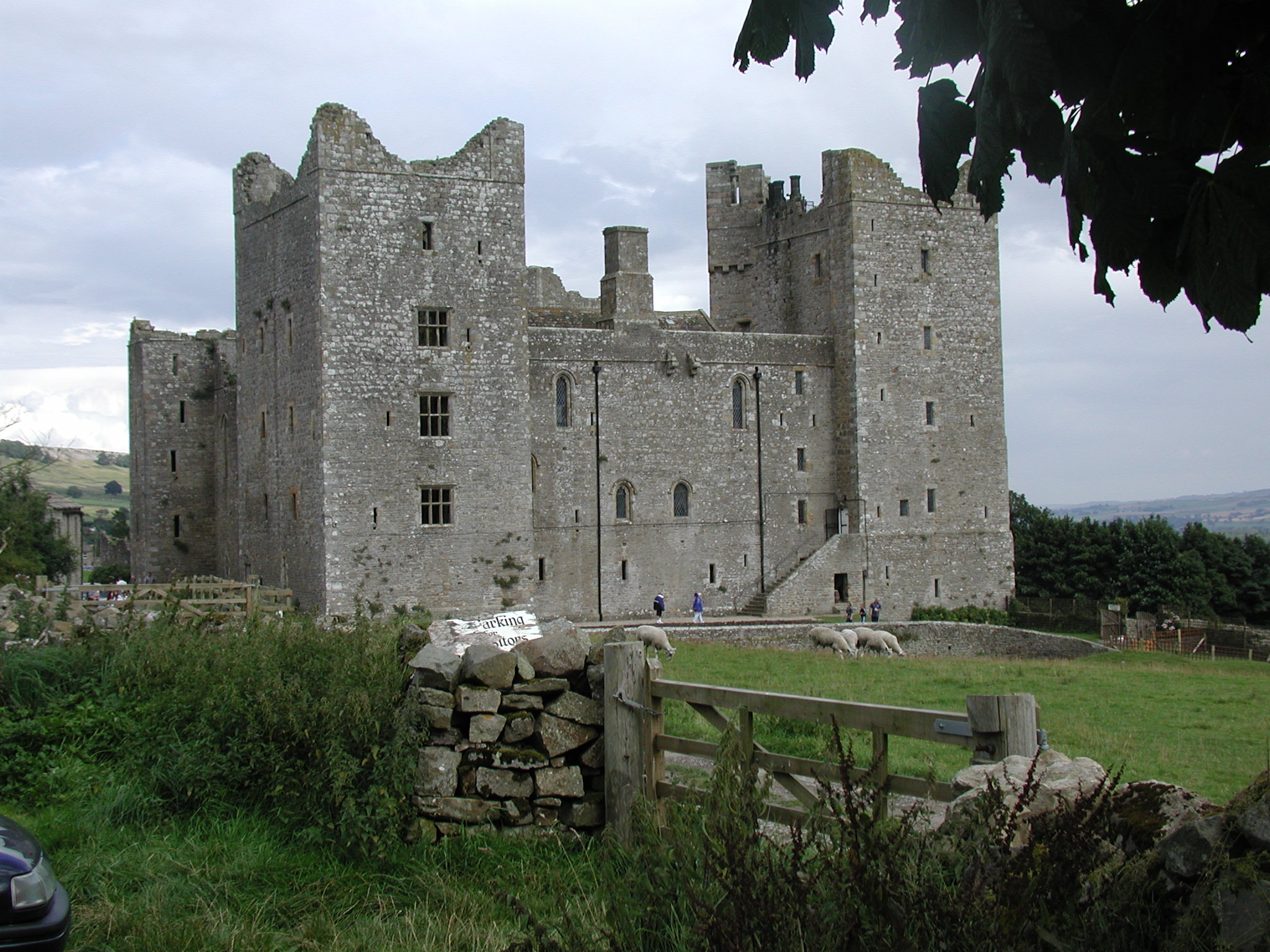
Castillo de Bolton, en Inglaterra.

Un castillo cuadrangular es un tipo de castillo caracterizado por rangos de edificios que son integrales con los muros cortina, que encierran una sala central o cuadrilátero, y típicamente con torres en los ángulos. No hay torreón y, con frecuencia, tampoco una casa del guarda distinta. La forma cuadrangular data predominantemente de mediados a finales del siglo XIV y señala la transición de las grandes casas de orientación defensiva a las domésticas. Las cuatro paredes también se conocen como rangos.
Los castillos cuadrangulares suelen mostrar un enfoque sofisticado y complejo para la planificación de los espacios sociales internos. Hay muchos castillos cuadrangulares en el Reino Unido, por ejemplo: el castillo de Bodiam en Sussex Oriental y el castillo de Bolton.
Los 27 castillos cuadrangulares identificados por John Rickard como construidos en Inglaterra consisten aproximadamente en el 10% de los castillos construidos en el país entre 1272 y 1422. No se construyeron castillos de este diseño en Gales.
Uno de los primeros castillos cuadrangulares en Alemania es Neuleiningen, del cual quedan ruinas sustanciales.

## Lista de castillos cuadrangulares
| Castillo            | Ubicación               | Coordenadas                                | Año de construcción | Construido por                                                                 | Diseñado por             | Estado patrimonial                           | Imagen |
| ------------------- | ----------------------- | ------------------------------------------ | ------------------- | ------------------------------------------------------------------------------ | ------------------------ | -------------------------------------------- | ------ |
| Beverston           | Cotswold                | 51°38′39″N 2°12′05″O / 51.6442, -2.20139   | 1225                | Maurice de Gaunt Tomás Berkeley                                                | anónimo                  | Grade I listed building scheduled monument   |        |
| Bodiam              | Sussex Oriental         | 51°00′08″N 0°32′37″E / 51.00226, 0.54353   | 1385                | Edward Dalyngrigge                                                             | anónimo                  | Grade I listed building scheduled monument   |        |
| Bolton              | Richmondshire           | 54°19′20″N 1°57′00″O / 54.3221, -1.94991   | 1379                | Richard le Scrope, 1.er Barón de Scrope de Bolton                              | John Lewyn               | Grade I listed building scheduled monument   |        |
| Caverswall          | Staffordshire Moorlands | 52°58′57″N 2°04′29″O / 52.9826, -2.0746    | 1275                | William de Caverswall                                                          | anónimo                  | Grade I listed building                      |        |
| Cawood              | Selby                   | 53°49′53″N 1°07′40″O / 53.8313, -1.1278    | 1378                | John Kemp                                                                      | anónimo                  | Grade I listed building scheduled monument   |        |
| Chideock            | Dorset                  | 50°44′03″N 2°49′06″O / 50.7343, -2.81825   | 1370s               | John Chideock                                                                  | anónimo                  | scheduled monument                           |        |
| Chillingham         | Northumberland          | 55°31′34″N 1°54′18″O / 55.526, -1.905      | 1344                | Thomas Heton                                                                   | anónimo                  | Grade I listed building                      |        |
| Cooling             | Medway                  | 51°27′20″N 0°31′22″E / 51.4555, 0.522732   | 1380s               | John de Cobham, 3er. barón de Cobham                                           | Henry Yevele             | Grade I listed building scheduled monument   |        |
| Danby               | North Yorkshire         | 54°27′20″N 0°53′43″O / 54.4555, -0.895197  | 1302                | William Latimer                                                                | anónimo                  | Grade I listed building scheduled monument   |        |
| Farleigh Hungerford | Mendip                  | 51°19′03″N 2°17′13″O / 51.3174, -2.2869    | 1383                | Thomas Hungerford                                                              | anónimo                  | Grade I listed building scheduled monument   |        |
| Ford                | Northumberland          | 55°37′53″N 2°05′25″O / 55.6314, -2.09025   | 1338                | William Heron                                                                  | anónimo                  | Grade I listed building                      |        |
| Fyvie               | Aberdeenshire           | 57°26′36″N 2°23′42″O / 57.4433, -2.3949    | 1300s               | anónimo                                                                        | anónimo                  | category A listed building                   |        |
| Greys Court         | South Oxfordshire       | 51°32′42″N 0°57′22″O / 51.545, -0.956164   | 1348                | John de Grey Francis Knollys Barón Lovel                                       | anónimo                  | Grade I listed building scheduled monument   |        |
| Greystoke           | Eden Cumbria            | 54°40′12″N 2°52′37″O / 54.66998, -2.87705  | 1353                | William de Greystoke                                                           | anónimo                  | Grade II* listed building                    |        |
| Hartley             | Cumbria                 | 54°28′09″N 2°20′12″O / 54.4691, -2.33655   | 1353                | Thomas de Musgrave Richard Musgrave                                            | anónimo                  | scheduled monument Grade II listed building  |        |
| Hemyock             | Mid Devon               | 50°54′45″N 3°13′54″O / 50.9125, -3.23156   | 1380                | Margaret y William Asthorpe                                                    | anónimo                  | scheduled monument Grade II* listed building |        |
| Hever               | Hever                   | 51°11′13″N 0°06′50″E / 51.186944, 0.113889 | 1271                | William de Hever                                                               | anónimo                  | Grade I listed building                      |        |
| Inverlochy          | Highland                | 56°49′57″N 5°04′52″O / 56.8326, -5.081     | 1270s               | Clan Cumming                                                                   | anónimo                  | category B listed building                   |        |
| Lumley              | County Durham           | 54°51′17″N 1°33′11″O / 54.8547, -1.55293   | 1389                | Ralph de Lumley, 1.er Barón de Lumley                                          | John Lewyn John Vanbrugh | Grade I listed building                      |        |
| Maxstoke            | Warwickshire            | 52°29′58″N 1°40′18″O / 52.4994, -1.67167   | 1345                | William de Clinton, I Conde de Huntingdon                                      | anónimo                  | Grade I listed building scheduled monument   |        |
| Moor End            | Northamptonshire        | 52°05′42″N 0°54′01″O / 52.0949, -0.900155  | 1347                | Eduardo III Thomas de Ferrers                                                  | anónimo                  | scheduled monument                           |        |
| Raby                | County Durham           | 54°35′27″N 1°48′06″O / 54.59092, -1.80175  | 1378                | Casa de Neville                                                                | John Lewyn               | Grade I listed building                      |        |
| Ravensworth         | Tyne and Wear           | 54°55′34″N 1°38′18″O / 54.9262, -1.6384    | 1350s               | Marmaduke Lumley                                                               | anónimo                  | Grade II* listed building scheduled monument |        |
| Sheriff Hutton      | North Yorkshire Ryedale | 54°05′17″N 1°00′19″O / 54.0881, -1.00519   | 1382                | John Neville, 3er. Barón Neville de Raby                                       | John Lewyn               | Grade II* listed building scheduled monument |        |
| Shirburn            | South Oxfordshire       | 51°39′27″N 0°59′38″O / 51.6576, -0.9938    | 1377                | Warin de Lisle                                                                 | Henry Yevele             | Grade I listed building                      |        |
| Somerton            | North Kesteven          | 53°07′03″N 0°34′34″O / 53.1174, -0.57616   | 1281                | Antony Bek                                                                     | anónimo                  | Grade I listed building scheduled monument   |        |
| Starborough         | Surrey                  | 51°10′42″N 0°02′19″E / 51.1783, 0.0386396  | 1341                | Reginald de Cobham                                                             | anónimo                  | scheduled monument Grade II* listed building |        |
| Sudeley             | Gloucestershire         | 51°33′54″N 1°34′20″O / 51.5650, -1.5722    | 1443                | Ralph Boteler, 1.er Barón de Sudeley                                           | anónimo                  | Grade I listed building                      |        |
| Westenhanger        | Kent Shepway            | 51°05′40″N 1°01′53″E / 51.0944, 1.03144    | 1343                | John de Criol Edward Poynings                                                  | anónimo                  | scheduled monument Grade I listed building   |        |
| Wingfield           | Mid Suffolk             | 52°20′52″N 1°15′41″E / 52.3479, 1.2614     | 1384                | Michael de la Pole, 1er conde de Suffolk                                       | anónimo                  | Grade I listed building                      |        |
| Woodcroft           | Cambridgeshire          | 52°37′35″N 0°19′02″O / 52.6263, -0.3172    | 1280                | anónimo                                                                        | anónimo                  | Grade II* listed building                    |        |
| Woodsford           | Dorset                  | 50°42′45″N 2°20′38″O / 50.7126, -2.34389   | 1336                | William de Whitefield Guy de Bryan, 1.er Baron Bryan                           | anónimo                  | Grade I listed building                      |        |
| Wressle             | Yorkshire del Este      | 53°46′32″N 0°55′45″O / 53.7755, -0.929291  | 1390s               | Thomas Percy, 1.er conde de Worcester Henry Percy, 5.º conde de Northumberland | anónimo                  | Grade I listed building scheduled monument   |        |